# Phalanger matabiru
Il cusco dagli occhi azzurri (Phalanger matabiru Flannery e Boeadi, 1995) è un marsupiale arboricolo della famiglia dei Falangeridi.

## Descrizione
Scoperto solamente nel 1995, il cusco dagli occhi azzurri si differenzia dai suoi simili proprio per l'intensa colorazione verde-blu dei suoi grandi occhi sporgenti. Il manto, breve e lanoso, è di colore bruno-rossastro chiaro ricoperto da macchie irregolari bianche. Ha una testa arrotondata, piccole orecchie quasi completamente sepolte nel pelo, un muso corto e un naso di colore rosa. Come tutti i cuschi, è dotato di una lunga coda prensile.

## Biologia
Questo marsupiale delle foreste pluviali trascorre la maggior parte del tempo sugli alberi, dormendo di giorno in un piccolo giaciglio di foglie e alimentandosi di notte di frutta, foglie e fiori.

## Distribuzione e habitat
Il cusco dagli occhi azzurri è presente unicamente nelle foreste pluviali delle piccole isole indonesiane di Ternate e Tidore, a ovest di Halmahera (Molucche settentrionali).

## Conservazione
La specie viene cacciata solo molto raramente dagli abitanti delle isole, ed è ancora piuttosto diffusa, ma a causa dell'areale ridotto (la superficie di Ternate è di 76 km², quella di Tidore di 117 km²) la IUCN la classifica tra le specie vulnerabili (Vulnerable).